# Кастел ди Сасо
Кастел ди Сасо је насеље у Италији у округу Казерта, региону Кампанија.
Према процени из 2011. у насељу је живело 1199 становника. Насеље се налази на надморској висини од 202 м.

## Становништво
| 1951. | 1961. | 1971. | 1981. | 1991. | 2001. | 2011. |
| ----- | ----- | ----- | ----- | ----- | ----- | ----- |
| 1.551 | 1.536 | 1.386 | 1.173 | 1.245 | 1.199 | 1.193 |